# Thierry Santa
Thierry Santa est un homme politique loyaliste français de Nouvelle-Calédonie, né le 29 août 1967 à Papeete (Tahiti, Polynésie française), président du gouvernement de la Nouvelle-Calédonie du 6 juillet 2019 au 15 juillet 2021 (assurant l'expédition des affaires courantes après la chute de son gouvernement le 2 février 2021).
Fidèle du député puis sénateur Pierre Frogier, il est secrétaire général (et donc numéro deux) du Rassemblement-Les Républicains de 2013 à 2016 et a été élu président du Congrès de la Nouvelle-Calédonie, avec l'ensemble des voix loyalistes de cette assemblée délibérative et législative locale, le 16 juillet 2015 ; il le reste jusqu'au 30 juillet 2018. Il prend la présidence du Rassemblement en décembre 2018, après la démission de Pierre Frogier, qu'il quitte le 8 décembre 2022.

## Origines et formation
Né le 29 août 1967 à Papeete,, Thierry Santa est le fils de Tugdual Santa (né en 1943 à Papeete), par lequel il descend des familles notables de Tahiti des Bambridge (d'origine anglaise et tahitienne), Coppenrath (d'origine allemande) et Bodin (d'origine française poitevine) ; et d'Irène Degage (née en 1945), épouse Robert en secondes noces, ancienne fonctionnaire de l'Office des postes et télécommunications (OPT) à Tahiti puis responsable de l’épicerie sociale de la Croix-Rouge à Raiatea.
Ses parents divorcés, il passe l'essentiel de son enfance entre les périodes scolaires à Tahiti où il continue de résider avec sa mère et les vacances à Thio en Nouvelle-Calédonie chez son père. Il fait ensuite ses études à Bordeaux, auprès de l'ancienne Université Bordeaux-I, dont il sort avec une maîtrise en sciences économiques et un diplôme d'études supérieures spécialisées (DESS) en administration des entreprises. Une fois diplômé en 1991, il fait son service national en tant que volontaire à l'aide technique (VAT) au service des finances de la mairie de Nouméa, et s'installe alors définitivement en Nouvelle-Calédonie.

## Vie privée
Thierry Santa est marié depuis le 3 septembre 2010 à Sabine Santa (née Di Russo le 1er février 1974), directrice générale de la société Les Casinos de Nouméa.

## Fonctionnaire municipal
Une fois son service terminé, profitant d'un départ à la retraite, il devient le chef du service des finances de la mairie de Nouméa jusqu'en 2000.
Mais son premier contact direct avec le monde politique a lieu en 2000, lorsque Pierre Frogier, alors député, maire du Mont-Dore et successeur potentiel de Jacques Lafleur à la tête du parti historique de la droite loyaliste, le Rassemblement pour la Calédonie dans la République (RPCR), le recrute le 12 juin 2000 en tant que secrétaire général de la mairie de cette commune de la banlieue de Nouméa. C'est cette même année qu'il adhère au parti,. Pierre Frogier devenant président du gouvernement de la Nouvelle-Calédonie et démissionnant de son mandat de maire en mars 2001, les relations de Thierry Santa avec le nouveau premier magistrat, Réginald Bernut, se révèlent conflictuelles.
En août 2002, il laisse ainsi cette fonction au sein de l'administration municipale pour devenir collaborateur de Corinne Fuluhea, membre RPCR de l'exécutif local chargée de la Formation professionnelle, jusqu'en mai 2004. Il devient ensuite chargé de mission auprès de la direction du Budget et des Affaires financières (DBAF) du gouvernement, puis retrouve sa fonction de secrétaire général de la ville du Mont-Dore auprès du nouveau maire, Éric Gay, lui-même un proche de Pierre Frogier. Il le reste jusqu'en mai 2013. Il participe alors à la réorganisation de l'administration municipale et à la préparation du réaménagement urbain de Boulari. Gérard Reignier, chef indépendantiste de l'opposition municipale jusqu'en 2011 et secrétaire général de l'Union calédonienne (UC), le reconnaît comme « un bon secrétaire général. Bosseur, assez fin techniquement, à l'écoute. Peut-être un peu trop politique », tandis que son adjoint et successeur Philippe Defrance lui reconnaît « une compétence particulière en matière de finances » et « une capacité de synthèse très importante ». Il fait partie du « clan du Mont-Dore », expression désignant au sein des médias les plus fidèles partisans de Pierre Frogier qui dominent progressivement l'appareil du Rassemblement-UMP à partir de 2005.

## Ascension politique

### Secrétaire général du Rassemblement
À la suite des élections législatives de 2012, qui sont un échec pour les candidats du Rassemblement (et tout particulièrement pour Éric Gay, battu dès le premier tour), une division interne apparaît au sein du parti. Une partie des cadres, notamment issus de la jeune génération, critique un certain nombre de décisions et stratégies prises par Pierre Frogier en leur imputant la responsabilité de cette défaite, à savoir surtout la montée en 2010 du drapeau indépendantiste ou « Kanaky » ou « du FLNKS » aux côtés du drapeau français sur les édifices publics, et l'élection avec les voix du Rassemblement-UMP de l'indépendantiste Rock Wamytan à la présidence du Congrès en 2011. Ces « frondeurs », emmenés par l'ancien député et 1er adjoint au maire de Nouméa Gaël Yanno et par la secrétaire générale par intérim du parti Sonia Backès, finissent par faire dissidence en mars 2013 pour créer le Mouvement populaire calédonien (MPC). Face à cela, le Rassemblement décide de se réorganiser et de renforcer sa stratégie de communication, autour de la personnalité de Pierre Frogier mais avec la mise en avant de nouvelles personnalités pour casser l'image « vieillissante » du parti. Le comité directeur du parti du 16 mai 2013 entérine la nouvelle organisation : la présidence, chargée de diriger les instances du mouvement et de veiller aux orientations politiques, reste à Pierre Frogier, entouré désormais de six vice-présidents dont quatre des six maires du parti, la nouvelle présidente de l'Assemblée de la Province Sud Cynthia Ligeard ainsi que Soane Michel Motuhi-Uhilamoafa, adjoint au chef du service du transit militaire interarmées de Nouvelle-Calédonie et ancien parachutiste d'origine wallisienne. En complément de ces notables, c'est le secrétariat général, chargé de la mise en œuvre du projet et du programme politique, qui semble symboliser le rajeunissement de l'appareil en étant confié à Thierry Santa, qui exerçait déjà l'intérim de cette fonction depuis la destitution de Sonia Backès, avec à ses côtés deux adjoints également quadragénaires : Yoann Lecourieux (40 ans), secrétaire général de la mairie de Dumbéa depuis sa conquête par Georges Naturel en 2008 (et auparavant responsable du contrat d'agglomération à la mairie de Nouméa entre 1998 et 2008), est chargé de la vie du mouvement ; Virginie Ruffenach, conseillère municipale de Nouméa déléguée pour la réussite éducative depuis 2008, est chargée du programme.
Jusque-là inconnu du grand public, Thierry Santa devient très présent médiatiquement et l'un des principaux artisans de la campagne du Rassemblement et de ses alliés (l'Avenir ensemble d'Harold Martin, le Mouvement de la diversité ou LMD de l'ancien sénateur Simon Loueckhote, ou encore Didier Leroux du MoDem), réunis dans une coalition baptisée successivement « Entente pour une Calédonie dans la France » (ECF) puis Front pour l'unité (FPU), pour les échéances de 2014 (municipales et provinciales). Ainsi, il coordonne la « grande consultation » menée à partir de juillet 2013 par le parti auprès de l'opinion publique autour de vingt-six questions sur l'avenir institutionnel, la tenue de six « conventions thématiques » entre juillet et septembre 2013 et l'organisation du congrès du mouvement à l'Arène du Sud de Païta le 30 novembre 2013. Il est également chargé de porter la réaction de son parti à l'investiture par l'UMP de Gaël Yanno pour l'élection municipale de Nouméa et la reconnaissance en janvier 2014 de l'association du MPC au principal parti de la droite métropolitaine (alors que celle du Rassemblement est alors remise en cause), en justifiant notamment l'utilisation désormais dans les documents et autres outils de communication de la simple appellation de « Le Rassemblement » : « De toute façon, le Rassemblement a toujours été le Rassemblement. Ça a été une coutume, ensuite, des médias qui ont rajouté le sigle UMP, et après, les gens ont parlé du RUMP, mais le nom d'origine, ça a toujours été le Rassemblement, et ça restera le Rassemblement, ça ne changera pas ».

### Premiers mandats électifs
Il est d'abord candidat en mars 2014 en 19e position sur la liste du FPU « Païta pour tous » menée par le maire sortant Harold Martin (de l'Avenir ensemble) pour les élections municipales à Païta, une autre commune de l'agglomération de Nouméa. Au terme d'une campagne très vive contre la liste Calédonie ensemble de Frédéric de Greslan, ils arrivent en tête du premier tour avec 2 671 voix et 35,35 % des suffrages exprimés, puis l'emportent au second tour avec 3 757 votes et 51,98 % pour 25 sièges gagnés sur 33. Thierry Santa est ainsi élu conseiller municipal de Païta, où il siège dans la majorité.
Puis, pour les élections provinciales du 11 mai 2014, il est présent en 4e position sur la liste « Front pour l'unité » menée par la présidente sortante de l'assemblée provinciale Cynthia Ligeard (du Rassemblement également) en Province Sud. Celle-ci arrive deuxième du scrutin, derrière Calédonie ensemble de Philippe Gomès, avec 13 649 voix (20 %) et 9 conseillers provinciaux sur 40 dont 7 des 32 à siéger également au Congrès. Thierry Santa fait ainsi son entrée dans ces deux assemblées. Dans le cadre d'un « contrat de gouvernance solidaire » signé entre les trois forces loyalistes, Calédonie ensemble, le FPU et l'Union pour la Calédonie dans la France (UCF, coalition formée du MPC de Gaël Yanno, du Rassemblement pour la Calédonie d'Isabelle Lafleur et du Mouvement républicain calédonien de Philippe Blaise), un partage de responsabilité dans les institutions est organisé. Thierry Santa obtient la présidence de la commission du budget, des finances et du patrimoine (BFP) de l'assemblée de la Province Sud, désormais présidée par Philippe Michel de Calédonie ensemble. Au Congrès, dont la présidence revient le 23 mai 2014 à Gaël Yanno de l'UCF, il est élu comme membre de la commission permanente et rapporteur de la commission intérieure des finances et du budget.
En août 2014, Thierry Santa prend de plus la présidence de la section de Païta du Rassemblement, renforçant ainsi son assise politique locale. Il lance une campagne de renouvellement des adhésions et de transformation de la communication de cette section, en affirmant que : « Chacun doit penser à des propositions pour améliorer la transmission de notre projet politique auprès de la population de Païta ».
Après la rupture du « Contrat de gouvernance solidaire » en décembre 2014 à la suite d'une multiplication des oppositions avec Calédonie ensemble (sur des réformes fiscales, mais aussi sur une commission d'enquête de la Province Sud visant Cynthia Ligeard sur une question minière), il est, avec Grégoire Bernut, Virginie Ruffenach ou Harold Martin, l'un des principaux porte-parole du FPU dans les médias. Il qualifie notamment le paquet fiscal préparé par le membre Calédonie ensemble du gouvernement Philippe Germain de « matraquage fiscal », et critique le projet de budget pour 2015 préparé par un autre membre de l'exécutif local issu du même parti, Thierry Cornaille, tout en le votant : « Pour dire les choses clairement, ce budget est déséquilibré et insincère au sens réglementaire des termes ».
Puis, à la suite de l'adoption en conseil des ministres à Paris d'un projet de loi organique modifiant celle de 1999 et définissant notamment les conditions d'inscription sur la liste électorale pour la consultation de sortie de l'accord de Nouméa (texte qui ne prévoit d'inscription automatique sur cette liste que pour les citoyens de statut civil coutumier, c'est-à-dire certains Kanaks, et les électeurs du référendum de 1998, contre l'avis du Congrès et des loyalistes qui souhaitaient qu'une inscription automatique soit également offerte aux citoyens natifs et aux enfants des électeurs de 1998), il appelle, avec l'ensemble des responsables du FPU et de l'UCF, à une manifestation (Calédonie ensemble et d'autres mouvements loyalistes soutenant l'idée tout en ne participant pas à son organisation et en apportant des nuances au message politique porté par cette marche). Cette manifestation, censée indiquer à l'État l'attachement d'une majorité de Néo-calédoniens au maintien dans la France à l'occasion de la venue dans l'archipel du président de l'Assemblée nationale Claude Bartolone le 24 avril 2015, prend également un ton hostile à l'égard du gouvernement et de la majorité socialiste. Pour Thierry Santa et Philippe Blaise de l'UCF : « l’État a déclaré une guerre politique aux loyalistes et prépare un corps électoral qui ne correspond pas aux réalités démocratiques de notre pays ». Le succès de la marche (avec 8 000 personnes, selon la police) pousse Claude Bartolone, avec l'appui du gouvernement national, à annoncer la tenue d'un Comité des signataires exceptionnel pour régler la question du corps électoral. Ce Comité, tenu avec un nombre restreint de participants (comparativement aux éditions précédentes) à l'Hôtel Matignon à Paris le 5 juin 2015, aboutit à un consensus par l'acceptation des conditions des loyalistes pour les inscriptions automatiques sur la liste de la consultation de sortie et sur une méthode et un calendrier au sujet de la composition de la liste pour les élections provinciales. De plus, cette réunion entraîne un rapprochement des loyalistes après des mois de franche opposition.

### Président du Congrès
Dans la foulée de ce Comité des signataires, une recomposition politique s'opère dans la famille loyaliste dans les institutions. Alors qu'une « Coordination des Républicains en Nouvelle-Calédonie » est mise en place, à la demande de Nicolas Sarkozy, entre l'UCF et le Rassemblement, la coalition emmenée jusque-là par Gaël Yanno éclate au sujet de sa mise en application. Ainsi, Gaël Yanno, qui souhaite se représenter à la présidence du Congrès lors du renouvellement du bureau et des commissions de l'assemblée le 16 juillet 2015 et garder un groupe UCF distinct de celui du FPU, voit ses objectifs contrariés par Sonia Backès. Cette dernière, autre fondatrice du MPC, démissionne du gouvernement local le 10 juillet 2015 pour siéger à nouveau au sein du Congrès et annonce le jour même rejoindre un groupe « Les Républicains » réunissant également les membres du FPU.
Présenté par ce nouveau groupe, et obtenant le soutien de Calédonie ensemble, Thierry Santa est élu président du Congrès le 16 juillet 2015 au deuxième tour de scrutin avec l'ensemble des 29 voix loyalistes sur 54, contre 24 à l'indépendantiste Rock Wamytan et 1 vote blanc (celui du LKS). Au premier tour, les trois membres restés fidèles à l'UCF (qui ne peut plus se constituer en groupe politique désormais) avaient voté blanc également. Lors de son discours d'installation, qu'il prononce aux côtés du président Calédonie ensemble du gouvernement Philippe Germain, il utilise la devise de la République française, Liberté, Égalité, Fraternité, pour présenter sa vision de la démarche des accords. Comparant ainsi les accords de Matignon au « temps de la liberté retrouvée », il justifie l'initiative de Pierre Frogier sur les drapeaux en déclarant que : « Le lever des deux drapeaux est le prolongement » de l'accord de Nouméa et de ce qu'il représente pour lui, à savoir la reconnaissance de l’égalité et de l’acceptation de la légitimité de l’autre. Et, toujours d'après lui, « il nous reste à construire la fraternité calédonienne. Il nous reste à ouvrir nos cœurs et nos esprits pour accueillir et accepter les différences de toutes les communautés qui composent le kaléidoscope calédonien ». Enfin, il appelle à l'abandon des affrontements politiques qui ont marqué les mois précédents, surtout entre loyalistes, affirmant que « depuis le début de l’accord de Nouméa, qui aurait dû nous rapprocher, nous avons passé notre temps à nous combattre politiquement les uns et les autres. Nous sommes à trois ans de la fin de l’accord et nous commençons à peine à trouver les voies du dialogue. Nous n’avons plus le droit de faire marche arrière ».
Il est réélu le 30 juin 2016 cette fois dès le premier tour avec 29 voix (tous les loyalistes) contre 25 à Rock Wamytan toujours (tous les indépendantistes). En revanche, le 19 juillet 2017, un autre candidat loyaliste est présenté face à lui en conséquence d'une recomposition politique connue par ce camp à la suite des élections législatives de la même année. Thierry Santa est alors soutenu par un nouvel « intergroupe » unissant Calédonie ensemble, le Rassemblement et le MPC, soit 23 membres. Il est opposé une nouvelle fois à Rock Wamytan, qui est donc arrivé en tête du premier tour avec le plein des 25 voix indépendantistes, mais aussi à Grégoire Bernut soutenu par les 6 membres du nouveau groupe Les Républicains calédoniens (Sonia Backès, 2 dissidents du Rassemblement dont Grégoire Bernut, les uniques élus de l'Avenir ensemble, du MRC et du RPC). Au second tour, Grégoire Bernut se désiste en sa faveur et il est donc de nouveau réélu par 29 voix contre 25 à Rock Wamytan.
Son style, qualifié de « modéré », « consensuel » ou « accessible », est alors régulièrement salué par les autres élus du Congrès, tout en restant, quoi qu'il arrive, un fidèle de la ligne politique définie par Pierre Frogier. Il s'inscrit également dans la continuité d'une politique initiée par deux précédents présidents de l'institution, Harold Martin puis Rock Wamytan, à savoir le renforcement de la coopération parlementaire. C'est ainsi que, le 9 août 2016, il signe avec ses homologues polynésiens, Marcel Tuihani, et wallisiens-futuniens, Mikaele Kulimoetoke, une convention de coopération régionale entre les assemblées des trois collectivités françaises du Pacifique. Il fait partie des différents comités de pilotage devant préparer le bilan de l'accord de Nouméa et préparer l'avenir institutionnel afin d'apaiser les tensions qui risquent d'être attisées par l'organisation puis les résultats du premier référendum d'autodétermination. Il est également l'un des responsables politiques siégeant au sein du groupe de dialogue « Sur le chemin de l'avenir », aussi appelé « G10 », où il représente le Rassemblement avec Pierre Frogier. Néanmoins, il quitte une première fois cette table de discussion le 27 février 2018, reprochant la publication sur un réseau social par Philippe Gomès, et alors que les délibérations de ce « G10 » sont censées devoir rester confidentielles, d'une proposition de texte devant être lue comme exposé des motifs devant le Congrès de la délibération fixant la date du référendum. Il critique également certains passages de ce texte, parlant d'« éléments inacceptables ». Après un Comité des signataires qui permet de clarifier les missions et la méthode de travail de ce « G10 », il en redevient membre mais le quitte à nouveau le 31 mai 2018, cette fois-ci définitivement et accompagné de Pierre Frogier, en signe d'opposition à la volonté de Calédonie ensemble de faire adopter une « Charte des valeurs communes » avec les indépendantistes avant le référendum. Ceci met fin à l'alliance entre Calédonie ensemble et le Rassemblement, rejoint par une majorité des militants du MPC menés par Gil Brial et Isabelle Champmoreau qui désavouent Gaël Yanno, qui souhaite continuer à coopérer avec le parti de Philippe Gomès. Le 30 juillet 2018, lors du dernier renouvellement du bureau de cette IVe mandature et avant la consultation sur l'accession de la Nouvelle-Calédonie à la pleine souveraineté du 4 novembre 2018, Thierry Santa, qui n'est plus soutenu que par le nouveau groupe « Les Républicains Rassemblement - MPC », a de nouveau deux candidats face à lui : Rock Wamytan toujours du côté indépendantiste et Gaël Yanno, désormais non-inscrit et qui s'est présenté en son nom propre mais avec l'appui de Calédonie ensemble. Trois tours de scrutins sont alors nécessaires, ces trois candidats se maintenant lors des deux premiers tours, empêchant l'élection de l'un d'entre eux à la majorité absolue, avec 23 voix pour Rock Wamytan, 16 pour Gaël Yanno, 6 pour Thierry Santa et 7 bulletins blancs (ceux du groupe Les Républicains calédoniens, qui refusent de trancher entre les deux candidats loyalistes). Pour le troisième tour, Thierry Santa retire sa candidature en faveur de Gaël Yanno, qui est donc élu avec la totalité des 29 votes loyalistes.

### Président du Rassemblement
Redevenu un élu de l'opposition, Thierry Santa, qui avait laissé le secrétariat général du Rassemblement à Virginie Ruffenach, redevient actif dans la vie du mouvement. Après le référendum du 4 novembre 2018, Pierre Frogier finalise la transmission des reines du parti à la nouvelle génération en démissionnant de la présidence à l'occasion d'un comité directeur réuni dans son fief de Boulari au Mont-Dore le 5 décembre 2018. Thierry Santa lui succède par intérim. Pour les élections provinciales du 12 mai 2019, il s'allie aux Républicains calédoniens en février 2019 dans la coalition électorale de L'Avenir en confiance, formant un tandem avec Sonia Backès pour mener la liste en Province Sud, cette dernière prenant la première place et lui la deuxième. Le 20 mars 2019, L'Avenir en confiance devient également un groupe politique au Congrès, et Thierry Santa en prend la présidence. Ils remportent la victoire avec 20 élus sur 40 à l'Assemblée de province, et deviennent le premier groupe du Congrès, avec 18 sièges sur 54.

### Président du gouvernement de Nouvelle-Calédonie

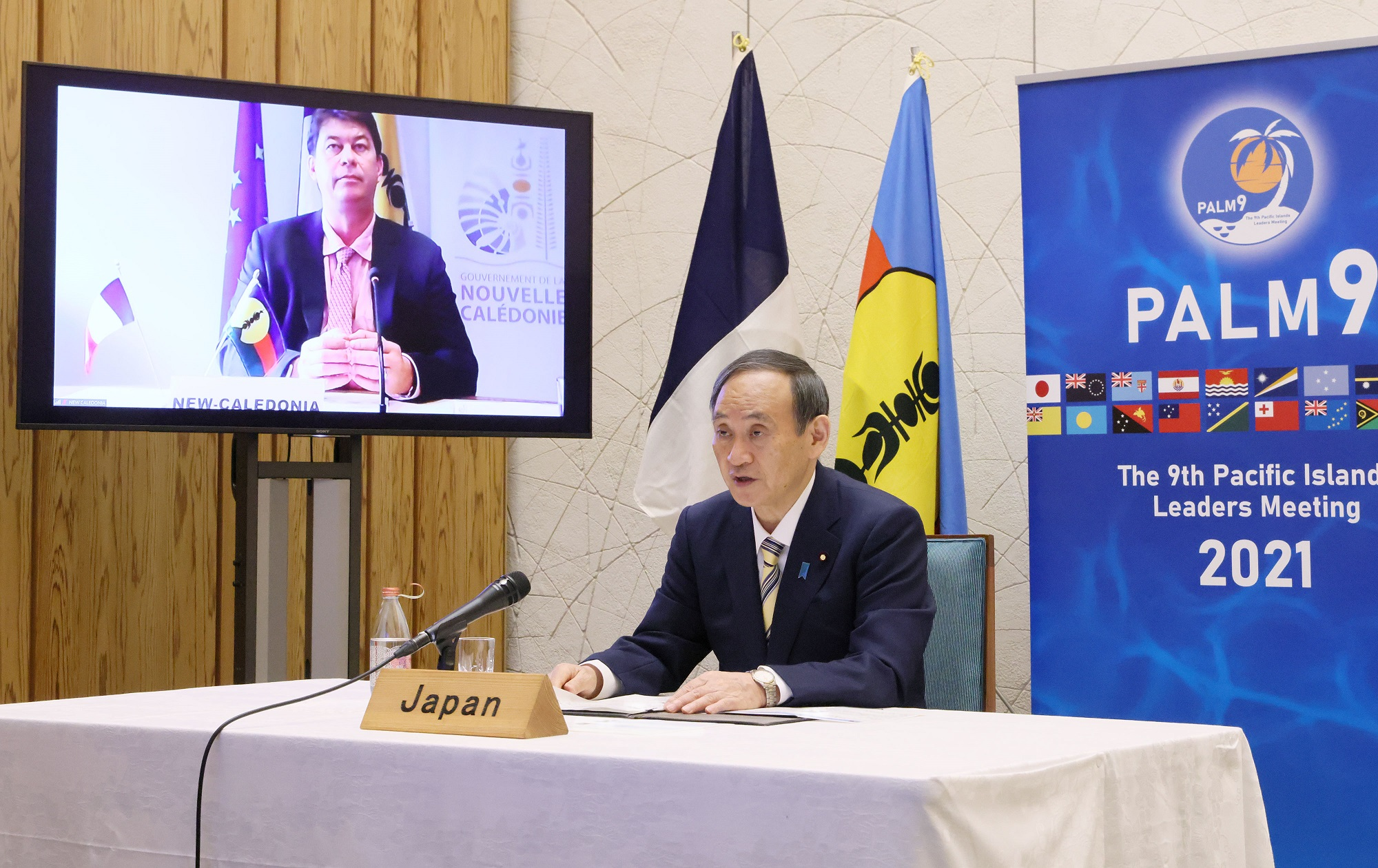
Thierry Santa en visioconférence avec le Premier ministre japonais Yoshihide Suga le 1er juillet 2021.

Le 28 juin 2019, Thierry Santa est élu président du gouvernement de la Nouvelle-Calédonie. Il prend ses fonctions le 6 juillet suivant. Trois jours plus tard, le 9 juillet, il est en plus chargé de l'animation et du contrôle des secteurs des relations extérieures et de la sécurité civile (deux domaines généralement gérés directement par le chef de l'exécutif), de la promotion touristique, de la stratégie de la mise en valeur des ressources naturelles, du code minier et des comptes sociaux au sein du gouvernement Santa.
Confronté à un fort déficit structurel des comptes sociaux de la Caisse de compensation des prestations familiales et des accidents du travail (CAFAT), et surtout du Régime unifié d'assurance maladie-maternité (RUAMM, dont le déficit annuel est de 13 milliards chaque année, ou 108,94 millions d'euros, s'ajoutant à une dette estimée à 25 milliards de Francs CFP en 2019, soit 209,5 millions d'euros), ce qui déstabilise l'ensemble du système de santé, il est surtout chargé de préparer un plan de sauvetage. Pour ce faire, il se base sur les recommandations d'un rapport de juin 2018 de l'Inspection générale des affaires sociales (IGAS), des prévisions de croissance annuelle portées à 1 % grâce notamment à la loi du pays de relance de l'économie portée par le membre de son gouvernement chargé de cette question, Christopher Gygès, et le « Plan Do Kamo » (nom donné à la planification de la politique de santé néo-calédonienne pour 2018-2022, voté lors de la précédente mandature en 2016, dont la préparation puis la mise en œuvre et la coordination sont confiées à la membre du gouvernement indépendantiste Valentine Eurisouké). Présenté le 16 décembre 2019 au Congrès, le plan Santa-Eurisouké s'articule autour de trois axes : l'apurement de la dette sociale (par la création d'un établissement public à caractère administratif EPA néo-calédonien spécialement destiné à cet apurement, qui ferait un emprunt sur 20 ans pour rembourser la « vieille dette » du RUAMM et qui se verrait affecter une taxe pour rembourser à son tour cette « nouvelle dette ») ; des mesures de trésorerie à court terme pour 2020 (déblocage dès le début de l'année de 2,5 milliards de Francs, ou 20,95 millions d'euros, restant sur les 4,5 votés par l'Agence sanitaire et sociale pour son budget supplémentaire en novembre 2019, à quoi Thierry Santa ajoute la possibilité de prêts internes entre les différents régimes de la CAFAT, ce que cette caisse, indépendante et gérée par un système paritaire entre patronat et syndicats, devrait décider afin de trouver un financement de 5 milliards supplémentaires) et à moyen terme (grâce, par exemple, à la généralisation d'un ticket modérateur, un meilleur recouvrement des cotisations, une augmentation de ces dernières au rythme annuel de 1 % pendant 6 ans, ou encore l'utilisation des ressources de la nouvelle taxe comportementale sur les produits sucrés votée au début du mois de décembre 2019) ; la réforme de la gouvernance du système de santé (en proposant la création d’un objectif d’évolution des dépenses de santé et d’une autorité indépendante chargée de la préparation et de la mise en œuvre de cet objectif, l’évolution des missions de la CAFAT, de la Direction des Affaires sanitaires et sociales ou DASS du gouvernement de la Nouvelle-Calédonie et de l’Agence sanitaire et sociale, et une évolution, enfin, du pilotage lui-même pour faire participer l'exécutif néo-calédonien aux décisions concernant les régimes qui font appel à la solidarité, notamment le RUAMM).
La première batterie de mesures pour appliquer ce plan est adoptée par le gouvernement le 11 février 2020, avec : un prêt de 5 milliards de Francs Pacifique (41,9 millions d'euros), validé par le conseil d'administration de la CAFAT, des régimes vieillesse et prestations familiales, excédentaires, vers le RUAMM, avec une affectation d'une partie de la contribution calédonienne de solidarité (CCS, équivalent local de la CSG) à son remboursement ; une révision à la baisse (de 3 %) du budget de fonctionnement du Centre hospitalier territorial (CHT) Gaston-Bourret et du Centre hospitalier spécialisé (CHS) Albert-Bousquet pour une économie annuelle d'1,029 milliard de Francs (8,62 millions d'euros) pour le RUAMM ; des réductions des dépenses concernant les professionnels de santé, comme la limitation au versement d’une indemnité aux médecins qui suivent des patients en longue maladie, la suppression d'une cotation jugée caduque qui était réservée aux radiologues et aux chirurgiens-dentistes ou la baisse des tarifs du centre de radiothérapie de Nouvelle-Calédonie, le tout devant faire baisser le budget annuel du RUAMM de 457 millions de Francs supplémentaires (3,83 millions d'euros) ; une augmentation de la mise à contribution des patients, par l'universalisation du ticket modérateur sur le petit risque maladie et sa création pour la longue maladie, ou encore par le déremboursement de certains médicaments, ce qui revient à 338 millions de Francs (2,83 millions d'euros) d'économies annuelles pour le RUAMM ; la réglementation de la profession d'ambulancier et du transport sanitaire pour encadrer son exercice, sécuriser sa pratique, améliorer la qualité des prestations et réserver son remboursement aux personnes ayant perdu leur autonomie de déplacement. Ce plan est soutenu par l'Union des entreprises de proximité de Nouvelle-Calédonie (U2P-NC) mais vivement critiqué par la Fédération des professionnels libéraux de la santé (FPLS) de la branche locale de la Confédération des petites et moyennes entreprises (CPME-NC) qui lui reproche d'avoir été fait « sans consultation préalable des professionnels du secteur, sur des chiffres contestés et qui, on le sait d’avance, sera inefficace ». De plus, la crise sanitaire liée à la pandémie de Covid-19 à partir de mars 2020 ainsi que la fin prématurée du gouvernement Santa en février 2021 vont empêcher d'appliquer pleinement ce programme.
Car la principale difficulté à laquelle Thierry Santa et son gouvernement vont être confrontés reste la lutte contre la diffusion de cette pandémie en Nouvelle-Calédonie. Pour ce faire, au côté du haut-commissaire Laurent Prévost, il va mettre en place une politique dite du « Covid Free » semblable à celle menée par le Cabinet de Jacinda Ardern en Nouvelle-Zélande. Les deux hommes décident ainsi deux périodes de confinements stricts (avec fermetures des établissements scolaires, autorisation de déplacement obligatoire par le biais d'attestations de sortie, interdiction des cérémonies) : du 24 mars au 20 avril 2020 (après la détection des deux premiers cas de l'archipel, le 18 mars précédent), puis du 8 mars au 4 avril 2021 (après que deux nouveaux cas, en provenance de Wallis-et-Futuna, aient été détectés le 7 mars). De plus, il est décidé d'isoler pratiquement l'archipel jusqu'à la fin de sa présidence, avec la mise en place dès le 18 mars 2020 d'un « sas sanitaire » avec une quatorzaine obligatoire pour tous les passagers arrivant en Nouvelle-Calédonie depuis l'extérieur (dispositif presque entièrement financé par l'État et effectué dans le Centre international sport et expertise CISE de Koutio ou dans plusieurs hôtels réquisitionnés à Nouméa, avec une période augmentée d'une semaine supplémentaire de confinement strict à domicile entre le 21 avril et le 18 juin 2020 puis réduit à une septaine à compter du 27 avril 2021 pour les personnes vaccinées avec deux doses de Tozinaméran ou de mRNA-1273 au moins 15 jours avant leur arrivée sur le territoire néo-calédonien, conditions qui sont ensuite étendues à partir du 16 juin 2021 aux personnes n'ayant eu qu'une dose de ces vaccins mais ayant également contracté auparavant le virus de même que ceux vaccinés avec une dose d'AstraZeneca et une deuxième d'un autre vaccin). Par ailleurs, il est décidé une fermeture des vols aux passagers entrants le 20 mars 2020 jusqu'au premier déconfinement, les vols restant limités par la suite à un par semaine pour le fret et pour les seuls déplacements internationaux jugés « essentiels » pour le transport de passager. La fin de sa présidence est marquée, alors qu'il ne gère plus que les affaires courantes, par plusieurs décisions judiciaires qui annulent ou écourtent des quatorzaines ou septaines de certains passagers placés en confinement strict à l'hôtel (quatre entre le 27 avril et le 9 juillet 2021, avec surtout, à cette dernière date, la décision du président de la Cour d'appel de faire bénéficier de la septaine aux enfants non-vaccinés de moins de 12 ans, si leurs parents remplissent pour leur part les conditions de cette septaine). 
Dans un deuxième temps, il initie et promeut à partir du 20 janvier 2021 la campagne de vaccination grâce à la mise à disposition par l’État de doses de Tozinaméran (dit « Pfizer » ou « Pfizer-BioNTech »), en recevant lui-même à cette date, afin de « montrer l'exemple », sa première dose de ce vaccin, aux côtés d'autres représentants institutionnels (les autres membres du gouvernement, le président du Congrès Rock Wamytan, celui du Sénat coutumier Justin Gaïa, celui du CESE-NC Daniel Cornaille et celle de l'Assemblée de la Province Sud Sonia Backès). Lors de son dernier point presse en tant que chef de l'exécutif, le 7 juillet, il appelle à intensifier cette campagne pour « atteindre l’immunité collective d’ici à la fin de l’année » et ainsi lever au plus vite le « sas sanitaire », estimant que le virus finirait de toute manière par circuler en Nouvelle-Calédonie (car elle « fait partie du monde, comme le virus. Il va falloir qu’elle apprenne à vivre avec ») et que l'économie ne supporterait pas longtemps le maintien de la fermeture partielle des frontières ou un nouveau confinement strict.
Car, si le bilan humain de cette politique du « sas sanitaire » est positif, avec aucun décès autochtone lié à cette maladie durant sa présidence et un très faible nombre de cas, ses conséquences sur une situation économique déjà fragilisée ont été beaucoup plus lourdes. Des aides du gouvernement ou des provinces aux entreprises et aux patentés en difficultés ont été mises en place, largement financées par le biais du fonds de solidarité nationale créé par l'État pour soutenir les territoires.
La démission des cinq membres indépendantistes provoque la chute du gouvernement le 2 février 2021. Le gouvernement démissionnaire assure l'expédition des affaires courantes jusqu'au 15 juillet 2021 et Thierry Santa cède sa fonction à l'indépendantiste kanak Louis Mapou. Il est membre du nouveau gouvernement, étant chargé du travail et de l'emploi, de la formation professionnelle, de la politique du « bien vieillir » et du handicap, des questions relatives à la recherche et à la valorisation des ressources naturelles.

## Détail des mandats et fonctions
- 16 mai 2013 au 6 septembre 2016 : secrétaire général du Rassemblement
- depuis le 30 mars 2014 : conseiller municipal de Païta
- depuis le 11 mai 2014 : conseiller de la Province Sud et membre du Congrès de la Nouvelle-Calédonie
- 16 juillet 2015 au 30 juillet 2018 : président du Congrès de la Nouvelle-Calédonie
- 6 juillet 2019 au 15 juillet 2021 : président du gouvernement de la Nouvelle-Calédonie
- depuis le 5 décembre 2018 : président du Rassemblement
- depuis le 16 juillet 2021 : membre du gouvernement de la Nouvelle-Calédonie